# Jos van de Sandt
Joseph Petrus Aloysius Maria (Jos) van de Sandt (Stad Delden, 2 juni 1911 – 8 juni 1988) was een Nederlands burgemeester.
Hij werd geboren als zoon van Joseph Peter Theodorus van de Sandt (1870-1920), vanaf 1901 gemeentesecretaris van Ambt Delden, en Johanna Maria Huiberdina Smeur (1869-1938). In 1930 werd hij volontair bij de gemeentesecretarie van Losser en van 1934 tot 1945 was hij werkzaam bij de gemeente Oosterhout. Vanaf april 1945 was Van de Sandt enige tijd waarnemend burgemeester van Geertruidenberg en in november 1946 volgde zijn benoeming tot burgemeester van Losser. Bijna dertig jaar later, in juli 1976, ging hij daar met pensioen. Van de Sandt overleed midden 1988 op 77-jarige leeftijd.